# Lopesia singularia
Lopesia singularia är en tvåvingeart som beskrevs av Maia 2001. Lopesia singularia ingår i släktet Lopesia och familjen gallmyggor. Inga underarter finns listade i Catalogue of Life.